# X (album Chris Brown)
(Chris Brown sul titolo dell'album in un'intervista per Rolling Stone)
X è il sesto album in studio del cantante statunitense Chris Brown, pubblicato il 16 settembre 2014 dall'etichetta discografica RCA Records in formato standard e formato deluxe.
La data di pubblicazione dell'album fu prorogata più volte a causa di scelte discografiche e problemi sociali del cantante, tra riabilitazione e carcere, durante tutto il corso degli ultimi mesi del 2013 e della prima metà del 2014. Inizialmente, era stata fissata per il 16 luglio 2013 poi per il 20 agosto del 2013, poi per il 5 maggio 2014, e infine venne pubblicato il 16 settembre 2014.
L'album ha ricevuto recensioni positive dalla critica, che ha lodato il suo sound R&B pulito e diversificato e lo stile di scrittura dei vari brani. L'album è stato considerato un grande miglioramento rispetto al suo predecessore Fortune. Ai Grammy Awards 2015 l'album è stato nominato per il "miglior album Urban contemporaneo", ed il singolo New Flame è stato nominato per la migliore performance R&B e per la migliore canzone R&B.

## Registrazione e produzione
Per l'album Brown ha collaborato con produttori e artisti di alto livello nel panorama musicale, tra cui Pharrell Williams, Diplo, Timbaland, Kendrick Lamar, B.o.B, Ariana Grande, Ludacris, Rihanna e Nicki Minaj.
Il cantante ha dichiarato che durante la produzione dell'album è voluto stare lontano dai brani pop con testi sessualmente espliciti del precedente album Fortune , cercando di puntare a testi più maturi, seri ed espressivi. Inoltre affermò che per le sonorità dell'album non voleva produrre basi europop e non voleva creare brani pop, cercando di fare brani capaci di omaggiare lavori di artisti come Stevie Wonder, Michael Jackson e Sam Cooke, prendendo le classiche vocalità essenziali dell'R&B e del soul unendole alle sonorità della nuova era musicale. Il cantante ha dichiarato: Ci sono un sacco di strumenti dal vivo, e molto meno Auto-Tune. Volevo mostrare la mia abilità vocale, creando l'atmosfera di me cantando con una band..
Brown ha affermato che durante la stesura del disco ha cercato il meno possibile di sentire ciò che era in rotazione radiofonica, chiudendosi in uno studio di registrazione con i produttori, affinché l'album potesse venire fuori il più autentico possibile. Ha inoltre rivelato di aver composto circa 50 canzoni per l'album.

## Uscita e promozione
L'8 novembre 2012, durante un'intervista radiofonica, Brown diede una première di Nobody's Perfect, un brano dance-pop che seguiva il filone dell'album precedente, che avrebbe dovuto essere stato il primo singolo del prossimo album di Brown, Carpe Diem, con un'uscita programmata per il 2013. Successivamente il singolo non fu mai pubblicato, e l'intero progetto venne rielaborato concettualmente, con Brown che affermò durante la 54ª edizione dei Grammy Awards di voler abbandonare la direzione musicale elettronica del suo precedente lavoro, per direzionarsi verso un sound più raffinato, con molti più strumenti dal vivo, tematiche più mature, in un progetto prettamente urban.
Il 15 febbraio 2013 il cantante pubblicò in maniera non ufficiale il brano Home, con tanto di videoclip, dove esprime una riflessione sul prezzo amaro della fama, e su come l'unico momento di tregua da quel pensiero sia quando lui torna nel quartiere dov'è cresciuto con la gente che lo conosce dal principio. Il 26 marzo 2013 Brown confermò definitivamente il titolo e l'uscita di X, dicendo in un'intervista per Rolling Stone: Facendo quest'album ho scoperto chi sono, analizzandomi nella scrittura dei testi. Questo album ha molta sostanza, dagli argomenti, e alle situazioni in come ci si rapporta con l'amore. È davvero derivato da esperienze personali. E a me piace sempre mescolare la realtà con l'arte. confermando la presenza nell'album dei brani X con Diplo, Autumn Leaves con Kendrick Lamar, Lady in the Glass Dress un brano prettamente soul, Feel That un brano prettamente rap, Add Me In un brano R&B e disco, il brano già pubblicato non ufficialmente Home come una bonus track ufficiale dell'album, e la possibilità che ci potesse essere la collaborazione R&B con Rihanna intitolata Put it Up, interamente scritta da Brown.
Il 29 marzo 2013 venne pubblicato il primo singolo ufficiale del disco, Fine China, ricevendo un'egregia risposta dalla critica, ed una buona risposta commerciale. Il 29 aprile 2013 annunciò l'uscita dell'album per il 16 luglio 2013, e pubblicò non ufficialmente il brano I Can't Win. Il secondo singolo, Don't Think They Know, con la collaborazione postuma della cantante Aaliyah, venne pubblicato il 17 giugno 2013. La data di uscita del disco fu posticipata al 30 agosto, ed il 16 luglio ci fu invece la pubblicazione del terzo singolo estratto, Love More con Nicki Minaj. Durante luglio Brown postò numerosi video dove anticipava diverse parti di suoi brani non pubblicati, Favorite Girl, Sex You Up, Something Special, War For Ya, Gravity, Girl You Loud, e When I Love Ya.
L'uscita dell'album venne posticipata ulteriormente per problemi con la casa discografica e nel settembre 2013 Chris Brown dichiarò la sua intenzione di pubblicare X sotto forma di doppio album, ciascuno contenente dieci brani.. Il 20 novembre del 2013 Brown fu condannato a tre mesi da passare in un centro di riabilitazione, e perciò la data di uscita dell'album slittò ancora, e Brown, per compensare al suo pubblico il ritardo continuo del disco, pubblicò un mixtape di 6 canzoni scartate da X intitolato X Files, che presenta collaborazioni con Busta Rhymes, Ludacris e Kid Ink. Il 22 febbraio 2014, è stato annunciato che l'album sarebbe stato pubblicato il giorno del compleanno di Brown, il 5 maggio del 2014. Il 3 agosto del 2014, Brown ha annunciato attraverso Instagram che data di uscita dell'album sarebbe stata il 16 settembre del 2014. Il 6 agosto del 2014, la copertina dell'album è stata rivelata. La taccia X è stata pubblicata come singolo promozionale disponibile immediatamente insieme all'album con il pre-ordine su iTunes il 25 agosto del 2014.

## Singoli
- Fine China, brano apripista del progetto, pubblicato il 23 marzo 2013, è arrivato alla posizione #31 della Hot 100.[33]
- Don't Think They Know, pubblicato nel giugno 2013; il singolo vede la partecipazione vocale della cantante R&B Aaliyah, venuta a mancare nel 2001. Il singolo è arrivato alla posizione #81 della Hot 100.[33]
- Love More, che vede la partecipazione di Nicki Minaj, è stato eseguito la prima volta nel giugno 2013 ai BET Awards, mentre la pubblicazione è avvenuta nel luglio 2013. La canzone è arrivata alla posizione #23 della Hot 100.[33]
- Loyal, che vede la partecipazione di Lil Wayne con Too Short o French Montana, è stato pubblicato nel dicembre 2013. La versione video, con Lil Wayne e Tyga, è stata invece pubblicata nel marzo 2014.[34]
- New Flame, con il cantante Usher e il rapper Rick Ross, è stata pubblicata come quinto singolo al posto di Don't Be Gone Too Long nel giugno 2014. Il singolo è risultato essere quello di maggior successo dell'album, entrando nella Top 10 americana.[33]
- X, brano che dà il nome all'album, è stato pubblicato come singolo promozionale il 25 agosto 2014.

## Altre canzoni
- il 14 aprile 2014, Brown ha pubblicato un teaser del brano Don't Be Gone Too Long con Ariana Grande, il quale inizialmente doveva essere pubblicato come singolo, tuttavia, l'uscita della canzone e dell'album slittarono di nuovo a causa dell'arresto di Brown e successivamente, a causa di questo imprevisto, Ariana Grande decise di non fare pubblicare il singolo.[35][36]
- il brano X, prodotto da Diplo, fu pubblicato come unico singolo promozionale il 16 settembre del 2014.
- il video musicale per Autumn Leaves con il rapper Kendrick Lamar è stato pubblicato il 22 gennaio 2015.[37]
- il brano Drunk Texting, con Jhené Aiko, nonostante non sia stato pubblicato come singolo è stato certificato disco d'oro dalla RIAA.

## Tracce
Edizione Standard
1. X
2. Add Me In
3. Loyal (featuring Lil Wayne e Tyga)
4. New Flame (featuring Usher e Rick Ross)
5. Songs On 12 Play (featuring Trey Songz)
6. 101 (Interlude)
7. Drown In It (featuring R. Kelly)
8. Came to Do (featuring Akon)
9. Stereotype
10. Time For Love
11. Lady in the Glass Dress (Interlude)
12. Autumn Leaves (featuring Kendrick Lamar)
13. Do Better (featuring Brandy)
14. See You Around
15. Don't Be Gone Too Long
16. Body Shots
17. Drunk Texting (featuring Jhené Aiko)

Edizione Deluxe
1. Lost In Ya Love
2. Love More (featuring Nicki Minaj)
3. Don't Think They Know (featuring Aaliyah)
4. Fine China

## Date di pubblicazione
| Stato       | Data              | Formato               | Etichetta   | Edizioni         |
| ----------- | ----------------- | --------------------- | ----------- | ---------------- |
| Irlanda     | 12 settembre 2014 | CD, download digitale | RCA Records | Standard, deluxe |
| Germania    | 12 settembre 2014 | CD, download digitale | RCA Records | Standard, deluxe |
| Paesi Bassi | 12 settembre 2014 | CD, download digitale | RCA Records | Standard, deluxe |
| Francia     | 15 settembre 2014 | CD, download digitale | RCA Records | Standard, deluxe |
| Regno Unito | 15 settembre 2014 | CD, download digitale | RCA Records | Standard, deluxe |
| Italia      | 16 settembre 2014 | CD, download digitale | RCA Records | Standard, deluxe |
| Stati Uniti | 16 settembre 2014 | CD, download digitale | RCA Records | Standard, deluxe |
| Canada      | 16 settembre 2014 | CD, download digitale | RCA Records | Standard, deluxe |
| Giappone    | 16 settembre 2014 | CD, download digitale | RCA Records | Standard, deluxe |